# Węgry na Zimowych Igrzyskach Paraolimpijskich 2010
Reprezentacja Węgier na Zimowe Igrzyska Paraolimpijskie 2010 liczyła 2 reprezentantów, oboje wystartowali w narciarstwie alpejskim.

## Kadra

### Narciarstwo alpejskie

#### Mężczyźni
- Balazs Koleszar - osoby stojące

#### Kobiety
- Gyongyi Dani - osoby na wózkach